# Paul Nicholson
Paul Nicholson (Newcastle upon Tyne, 10 mei 1979) is een in Engeland geboren Australische darter, zijn bijnaam is 'The Asset'. Op 30 april 2012 stond hij 16e op de PDC wereldranglijst.

## Belangrijkste resultaten
In 2009 was Nicholson kwartfinalist op de PDC World Darts Championship 2009. In 2010 won hij de Players Championship Finale. Op het European Darts Championship in 2011 bereikte hij de kwartfinale. Op het PDC World Darts Championship 2012 verloor Nicholson in de derde ronde van de Belg Kim Huybrechts.
Op het PDC World Darts Championship 2013 schakelde hij in de eerste ronde Co Stompé uit.
In januari 2019 raakte Nicholson na magere resultaten zijn PDC Tourcard kwijt. Hierop besloot hij een jaar rust te nemen, en in januari 2020 te proberen zijn tourcard terug te verdienen op de Q-School. Echter, dit mislukte waardoor Nicholson nog een jaar moet wachten tot hij terug kan komen bij de PDC.

## Resultaten op Wereldkampioenschappen

### PDC
- 2009: Kwartfinale (verloren van James Wade met 3-5)
- 2010: Laatste 64 (verloren van Terry Jenkins met 2-3)
- 2011: Laatste 32 (verloren van  Peter Wright met 2-4)
- 2012: Laatste 16 (verloren van Kim Huybrechts met 1-4)
- 2013: Laatste 32 (verloren van Robert Thornton met 3-4)
- 2014: Laatste 32 (verloren van Kevin Painter met 0-4)
- 2015: Laatste 64 (verloren van Benito van de Pas met 2-3)
- 2019: Laatste 96 (verloren van Kevin Burness met 0-3)

## Resultaten op de World Matchplay
- 2010: Laatste 32 (verloren van Steve Beaton met 3-10)
- 2011: Laatste 16 (verloren van Raymond van Barneveld met 9-13)
- 2012: Laatste 32 (verloren van Andy Smith met 6-10)
- 2013: Laatste 32 (verloren van Dave Chisnall met 8-10)
- 2014: Laatste 16 (verloren van Wes Newton met 13-15)